# Урбино (херцогство)
Херцогството Урбино (на италиански: Ducato (Contea) di Urbino) е херцогство на Свещената Римска империя в Марке в централна Италия от 1213 до 1625 г.

## История
Първите владетели на Урбино са Да Монтефелтро. Император Фридрих II ги прави през 1213 г. на графове на Урбино. Първият херцог на Урбино е Одантонио да Монтефелтро, който през 1443 г. получава титлата от папа Евгений IV.
Столици са Урбино (1443 – 1523) и Пезаро (1523 – 1631).
След Монтефелтро херцогството за късо време е окупирано от Чезаре Борджия и след това се владее от Дела Ровере от 1625 до 1631 г. След смъртта на последния Дела Ровере херцогството е към Папската държава до нейното Рисорджименто.

## Графовете и херцозите на Урбино

### Монтефелтро, графове на Урбино
- 1234 – 1241: Буонконте да Монтефелтро
- 1241 – 1255: Монтефелтрано II да Монтефелтро
- 1255 – 1285: Гвидо (Гуидо) да Монтефелтро († 1298)
- 1285 – 1304: под папско владение
- 1296 – 1322: Федерико I да Монтефелтро
- 1322 – 1360: Гвидо II, Галасо и Нолфо да Монтефелтро
  - 1322 – 1324: под папско владение
- 1360 – 1363: Федерико II да Монтефелтро
- 1363 – 1404: Антонио да Монтефелтро
  - 1369 – 1375: под папско владение
- 1404 – 1443: Гвидобалдо да Монтефелтро

### Монтефелтро, херцози на Урбино
- 1443 – 1444: Одантонио да Монтефелтро, първият херцог на Урбино
- 1444 – 1482: Федерико да Монтефелтро
- 1482 – 1508: Гвидобалдо да Монтефелтро
  - 1502 – 1506: Окупация от Чезаре Борджия

### Дела Ровере, херцози на Урбино
- 1508 – 1516: Франческо Мария I дела Ровере
  - 1516 – 1519: Лоренцо II де Медичи, след това до 1521 г. под папско управление
- 1521 – 1538: Франческо Мария I дела Ровере
- 1538 – 1574: Гвидобалдо II дела Ровере
- 1574 – 1631: Франческо Мария II дела Ровере

### Урбино част от Папската държава
- от 1625: Управление от Папската държава
- 1631: Папа Урбан VIII анексира Урбино чрез Папската държава